# سورچه پایین
سورچه پایین(soorche paein)، روستایی از توابع شهرستان مبارکه در استان اصفهان است.این روستا از توابع شهرستان مبارکه و در مجاورت شهر کرکوند و روستا های اطراف است . رایج ترین محصولات کشاوری سورچه پایین برنج . گندم و جو می باشد . روستای سورچه پایین به خاطر عزاداری ایام شهادت سرور و سالار شهیدان حضرت ابا عبدلله الحسین (ع) در ایام محرم و صفر به خصوص در روز عاشورا و تاسوعا معروف می باشد .

## جمعیت
این روستا در شهر کرکوند و در مجاورت روستای گردشگری سیاهبوم قرار دارد و براساس سرشماری مرکز آمار ایران در سال ۱۳۸۵، جمعیت آن حدود۲۰۰۰ نفر بوده است .

## تصاویر محرم
#سورچه_ پایین 
#سورچه 
#محرم_سورچه_پایین
#اصفهان_سورچه_پایین